# Lípa (Zlín)
Lípa é uma comuna checa localizada na região de Zlín, distrito de Zlín.